# Barisone II de Torres
Barisone II de Torres (mort avant le 10 juin 1191) Juge de Torres ou de Logudoro/Torres de 1147 à 1186.

## Origine
Barisone II est le fils aîné du Juge Gonario II de Torres et de son épouse Maria d'origine inconnue mais vraisemblablement originaire de la famille « degli Ebriaci » de Pise. Co-régent de son père depuis 1147 , auquel il succède lorsque ce dernier décide de se retirer en 1153 à l'Abbaye de Clairvaux.

## Règne

Les Judicats de Sardaigne

En octobre 1163, il doit accueillir son frère cadet Pietro Ier de Torres Juge de Cagliari (sarde: Pedru Trogodori III) qui avait succédé à son beau-père Costantino II Salusi III († 1163) et qui attaqué par Barisone II d'Arborée se réfugie à Torres. Les deux frères réunissent leurs forces, et avec l'appui d'un contingent pisan, ils repoussent l'agresseur en mars 1164 et le mois suivant envahissent l'Arborée et contraignent Barisone II à se réfugier dans le château de Cabras.
Barisone II d'Arborée est rapidement contraint de changer de politique, il se rapproche de Gênes et obtient de l'empereur Frédéric Ier Barberousse d'être couronné à Pavie roi de Sardaigne en août 1164. En septembre, Barisone de Torres reprend les armes et mettant à profit l'absence de son homonyme d'Arborée toujours à Gênes, il ravage l'Arborée avec son frère Pietro. Dans la première moitié de 1166, les deux frères sont convoqués à Pise pour se justifier d'un incident sanglant qui a opposé la population d'Ottana aux Pisans. Peu de temps après, il se rapproche des Génois sans doute après que Frédéric Barberousse ait décidé le 12 avril 1165 d'investir la république de Pise de la totalité de la Sardaigne et que leur ennemi Barisone II d'Arborée prisonnier de Gênes tente de se rapprocher de Pise contre eux.
En 1166, un traité d'amitié est conclu avec Gênes accompagné d'un accord commercial qui octroie aux commerçants ligures des privilèges et la liberté de commerce dans le territoire du Judicat. C'est à cette époque que commence la prééminence génoise dans le Logudoro. Afin de conforter leurs positions, les Génois par l'intermédiaire de leur Consul Nuvolone Alberici obligent leur débiteur Barisone II d'Arborée à conclure un accord avec les Juges de Cagliari et de Torres. Barisone II d'Arborée renonce à ses espoirs de conquête et paie des indemnités pour les dommages qu'il a causés par ses agressions.
L'allégeance de Barisone II de Torres envers Gênes est encore renforcée par le mariage de Susanna la fille que lui avait donnée son épouse Preziosa d'Orrubu avec Andrea Doria, dont la famille est destinée à jouer un rôle prépondérant dans la politique Sarde jusqu'au XVe siècle. En 1186 Barisone II tente en vain de remettre son frère Pietro sur le trône de Cagliari dont il avait été dépossédé par Pise en 1183. La mort de son frère l'oblige à revoir sa politique envers Pise. La documentation relative au gouvernement de Barisone sur le Logudoro s'arrête vers 1186. On ne sait toutefois pas quand précisément meurt Barisone de Torres: les chroniques sardes relèvent que Barisone aurait abdiqué en faveur de son fils ainé Costantino, déjà associé au pouvoir depuis 1170, et qu'il se serait retiré à Messine dans le monastère de San Giovanni, fondé par son aïeule Marcusa de Gunale. Il était mort avant le 10 juin 1191.

## Union et postérité
Barisone Ier de Torres  avait épousé Preziosa d'Orrubu dont trois enfants:
- Costantino II de Torres, associé au trône en 1171 Juge de 1191 à 1198.
- Comita de Torres, Juge de 1198 à 1218.
- Susanna de Lacon épouse d'Andrea Doria de Gênes

## Sources
- (it) Gian Giacomo Ortu La Sardegna dei giudici Regione autonoma della Sardegna, 2005,  (ISBN 8889801026) « Le ambizione di Barisone » p. 114-126.
- (en) Site Medieval Lands : Judges de Torres (Sardinia)
- (en) Site de I. Mladjov Medieval Sardinia (Sardegna).
- (it) article de Francesco Casula Barisone di Torres dans enciclopedia italiana Treccani consulté le 31 mai 2014

## Crédits
- (en) Cet article est partiellement ou en totalité issu de l’article de Wikipédia en anglais intitulé « Barisone II of Torres » (voir la liste des auteurs), édition du 31 mai 2014.